# Cheyne Coates
April M. Coates, művésznevén Cheyne Coates (Melbourne, Victoria, Ausztrália, 1970. szeptember 6. –) ausztrál énekesnő, dalszövegíró és producer. 1998 és 2003 között a Madison Avenue tagja, melyet közösen Andrew Van Dorsselaer producerrel együtt hoztak létre. Legnagyobb slágerük a Don’t Call Me Baby című dal volt, mely 2. helyezést ért el az ausztrál ARIA listán. Cheyne első kislemeze az I’ve Got Your Number Something Wicked This Way Comes című szólóalbumán található. A dal 2004-ben a 26. helyezést érte el az ausztrál kislemezlistán.

## Karrierje

### 1998–2003: Madison Avenue
A duó 1998-ban kezdett el együtt dolgozni. Első felvételük a Fly című dal volt, melyben Kellie Wolfgram énekelt, azonban amikor felvették a Don’t Call Me Baby című dalt Coates-szel, jobbnak ígérkezett, mint a korábban rögzített változat, melyben Wolfgram énekelt.
A Don’t Call Me Baby című dal hozta meg az áttörést a csapatnak, mely egyből a 2. helyezést érte el az ausztrál kislemezlistán 1999-ben. A kislemezből 200 000 példányt értékesítettek Ausztráliában. A dal 2000-ben jelent meg több országban, többek között az Egyesült Királyságban, ahol 400 000 darab fogyott a lemezből. A dal több országban is slágerlistás helyezést ért el, bár eredetileg a duót olyan tánccsapatnak szánták, mint korábban a C+C Music Factory vagy a Soul II Soul nevű zenekarok.
A duó egyetlen stúdióalbuma a The Polyester Embassy 2000-ben jelent meg, és a 4. helyezést érte el az ausztrál albumlistán. Az albumról további három kislemez jelent meg, úgy mint a Who the Hell Are You, mely 1. helyezett volt Ausztráliában, vagy az Everything You Need és a Reminiscing című dalok. Utóbbi egy feldolgozás, melynek eredetije 1978-ban jelent meg a Little River Band csapattól.
A Madison Avenus a Best Dance Artist (Legjobb dance előadó) kategóriában díjat nyert 2001-ben Miamiban.
A csapat végül 2003-ban feloszlott. Cheyne Coates folytatta énekesi karrierjét, Andy Van új együttest alapított Vandalism néven.

### 2004–2007: szólókarrier
A Madison Avenue 2003-as feloszlása után Cheyne tovább folytatta énekesi pályáját, és szólókarrierbe kezdett. Első albuma a Something Wicked This Way Comes producere Brian Canham (ex Pseudo Echo) és Even McArthur voltak. Az album az Aperitif kiadó labelje alatt jelent meg. Az első kislemez az I’ve Got Your Number 2004 áprilisában jelent meg, és a 26. helyre került az ARIA kislemezlistáján. A dalt a BBC Radio 1 is játszotta. A második kimásolt dal a Taste You című kislemez volt, mely 69. helyezést ért el az ausztrál kislemezlistán.
Cheyne 2006 júliusában közreműködött a kanadai The Soundbluntz duó (Maybe You’ll Get) Lucky című dalában, mely 2006 júliusában jelent meg a Blame the Bling című stúdióalbumukon. Az albumon világszerte csak 2007-ben jelentették meg. Cheyne 2008-ban filmszerepet kapott a Szépek és átkozottak (The Beautiful and Camned) című F. Scott Fitzgerald filmben.

## Diszkográfia

### Album
| Cím                             | Album megjelenés                                                                   |
| ------------------------------- | ---------------------------------------------------------------------------------- |
| Something Wicked This Way Comes | - Megjelent: 2004. október 4. - Formátum: CD, Digitális letöltés - Label: Aperifit |

### Kislemezek
| Év   | Cím                    | Legjobb slágerlistás helyezés | Album                           |
| Év   | Cím                    | AUS                           | Album                           |
| ---- | ---------------------- | ----------------------------- | ------------------------------- |
| 2004 | "I’ve Got Your Number" | 26                            | Something Wicked This Way Comes |
| 2004 | "Taste You"            | 69                            | Something Wicked This Way Comes |